# Scary Kids Scaring Kids (album)
Scary Kids Scaring Kids è il secondo e ultimo album in studio del gruppo musicale statunitense Scary Kids Scaring Kids, pubblicato il 24 settembre 2007 dalla Immortal Records.
Si tratta dell'ultimo lavoro ufficiale della band, scioltosi nel 2010 durante le registrazioni del loro terzo album, mai pubblicato.

## Tracce
1. Prelude – 0:40
2. Degenerates – 3:42
3. Holding On – 4:21
4. The Deep End – 4:12
5. Faces – 3:25
6. A Pistol to My Temple – 3:58
7. Star Crossed – 3:41
8. Derailed – 1:43
9. Breathe – 1:19
10. Set Sail – 3:25
11. Free Again – 3:49
12. Snake Devil – 3:30
13. Watch Me Bleed – 3:56
14. Goes Without Saying – 4:00
15. Blood Runs Forever – 3:22
16. The Power of Resolution – 2:06

## Formazione
- Tyson Stevens – voce
- Chad Crawford – chitarra, cori
- Steve Kirby – chitarra
- DJ Wilson – basso, cori
- Pouyan Afkary – tastiera, cori
- Justin Salter – batteria, percussioni

## Classifiche
| Classifica (2007)         | Posizione massima |
| ------------------------- | ----------------- |
| Stati Uniti               | 80                |
| Stati Uniti (independent) | 6                 |
| Stati Uniti (alternative) | 23                |
| Stati Uniti (rock)        | 23                |
| Stati Uniti (hard rock)   | 10                |